# Beta Camelopardalis
Désignations
Beta Camelopardalis (β Cam / β Camelopardalis) est l'étoile la plus brillante de la constellation de la  Girafe.
β Camelopardalis est une supergéante jaune de type spectral G1Ib, d'une magnitude apparente de +4,02. Elle présente une parallaxe annuelle de 3,74 ± 0,21 mas mesurée par le satellite Hipparcos, ce qui permet d'en déduire qu'elle est distante de 870 ± 50 a.l. (∼ 267 pc) de la Terre.
L'étoile possède deux compagnons recensés dans les catalogues d'étoiles doubles et multiples, qui sont deux étoiles de septième et de douzième magnitudes. Ils apparaissent être des compagnons purement optiques, dont la proximité apparente avec β Cam n'est qu'une coïncidence.